# Matías Quer
Matías Quer est un acteur chilien né à Santiago le 16 mai 1990.
À travers diverses interprétations théâtrales dans son collège, il a été sélectionné pour interpréter Gonzalo Infante dans Machuca, son premier long-métrage.